# Delbert Alvarado
Pour les articles homonymes, voir Alvarado.
Delbert Alvarado (né le 3 janvier 1989 à La Ceita au Honduras) est un joueur honduro-américain de football américain et de football canadien qui s'aligne actuellement pour le Rouge et Noir d'Ottawa de la Ligue canadienne de football. 

## Biographie
Alvarado est arrivé aux États-Unis avec ses parents à l'âge de neuf ans. Il étudie à la Robinson High School où il désire d'abord jouer au football (soccer) mais il opte finalement pour le football américain au poste de botteur. 
Avec sa femme Fallon Taylor, qui est une compétitrice professionnelle de rodéo, Alvarado possède près de Dallas une entreprise spécialisée en élevage de chevaux pour le rodéo.

## Carrière

### Université
Il entre, en 2006, à l'université du Sud de la Floride où il intègre l'équipe de football américain des Bulls. Cette même année, il réussit le plus long botté de placement (56 verges - yards en Europe) de l'histoire de la conférence Big East contre Syracuse.

### Professionnel
Delbert Alvarado n'est sélectionné par aucune équipe lors du draft de la NFL de 2010. Il signe peu de temps après avec les Cowboys de Dallas et participe au camp d'entraînement de l'équipe avant d'être libéré. Il fait une saison sur les listes d'agents libres avant de signer avec les Destroyers de Virginie, évoluant en United Football League et remporte le championnat UFL la même saison.
Après le titre, il est libéré par la franchise des Destroyers et se retrouve agent libre. Le 4 juin 2012, il revient chez les Cowboys de Dallas en signant un nouveau contrat et dispute le camp d'entraînement.
En 2013 Alvarado se joint aux Tiger-Cats de Hamilton de la Ligue canadienne de football. Il passe aux Alouettes de Montréal un peu plus tard et lutte avec Sean Whyte pour le poste de botteur, mais c'est Whyte qui est choisi autant en 2013 qu'en 2014. 
Il rejoint le Rouge et Noir d'Ottawa au début de la saison 2015. 

## Palmarès
- Champion UFL 2011